# Social Circle
Social Circle is een plaats (city) in de Amerikaanse staat Georgia, en valt bestuurlijk gezien onder Newton County en Walton County.

## Demografie
Bij de volkstelling in 2000 werd het aantal inwoners vastgesteld op 3379.
In 2006 is het aantal inwoners door het United States Census Bureau geschat op 4354, een stijging van 975 (28.9%).

## Geografie
Volgens het United States Census Bureau beslaat de plaats een oppervlakte van
29,2 km², waarvan 29,1 km² land en 0,1 km² water. Social Circle ligt op ongeveer 261 m boven zeeniveau.

## Plaatsen in de nabije omgeving
De onderstaande figuur toont nabijgelegen plaatsen in een straal van 16 km rond Social Circle.